# Molophilus tristylus
Molophilus tristylus là một loài ruồi trong họ Limoniidae. Chúng phân bố ở miền Australasia.